# Зелений (Богородський міський округ)
Зеле́ний (рос. Зелёный) — селище у складі Богородського міського округу Московської області, Росія.

## Населення
Населення — 4066 осіб (2010; 2614 у 2002).
Національний склад (станом на 2002 рік):
- росіяни — 91 %